# كوكال سنغالي
كوكال سنغالي أو مك (الاسم العلمي: Centropus senegalensis) (بالإنجليزية: Senegal Coucal)‏ هو نوع من الطيور يتبع جنس الكوكال من فصيلة طيور الوقواق.